# Guido Zeccola
Guido Zeccola, född 14 augusti 1951, dog 17 oktober 2021, var musikkritiker, kulturskribent och kulturdebattör, och sedan starten 2006 redaktör för Tidningen Kulturen. Han har varit redaktör för tidningen Gränslöst och kulturredaktör för Stockholms Fria Tidning.
Zeccola har även författat och varit medförfattare och redaktör till några böcker. 